# 1156
Năm 1156 trong lịch Julius.